# Rue Édouard Fiers
Pour les articles homonymes, voir Édouard et Fiers.
La rue Édouard Fiers (en néerlandais : Édouard Fiersstraat) est une petite rue bruxelloise d'un seul tronçon située sur la commune de Schaerbeek qui va de la rue Kessels au carrefour formé par l'avenue Louis Bertrand et la rue des Coteaux. La numérotation des habitations va de 1 à 43 pour le côté impair, et de 2 à 58 pour le côté pair.
Elle porte le nom d'un sculpteur belge, Édouard Fiers, né à Ypres le 22 août 1822 et décédé à Schaerbeek le 22 décembre 1894.